# Xiao (flöjt)
Xiao (簫) är en kantblåst flöjt med ursprung i Kina, vanligen tillverkad av bambu. Den har en historia på nära 3000 år och en äldre version av flöjten anses av många vara en föregångare till Japans shakuhachi.
Den har en mjuk och behaglig klang och lämpar sig väl för solospel. Gärna tillsammans med stränginstrumentet qin (även kallat guqin).